# Oregon-Weißdorn
Der Oregon-Weißdorn (Crataegus douglasii), auch Douglas-Weißdorn (englisch: Douglas hawthorn, black hawthorn, river hawthorn, western thornapple) genannt, ist eine Pflanzenart aus der Gattung Weißdorne (Crataegus) in der Familie Rosengewächse (Rosaceae). Sie ist im nördlichen und westlichen Nordamerika verbreitet. Seinen deutschen Trivialnamen verdankt der Oregon-Weißdorn dem US-Bundesstaat Oregon.

## Beschreibung

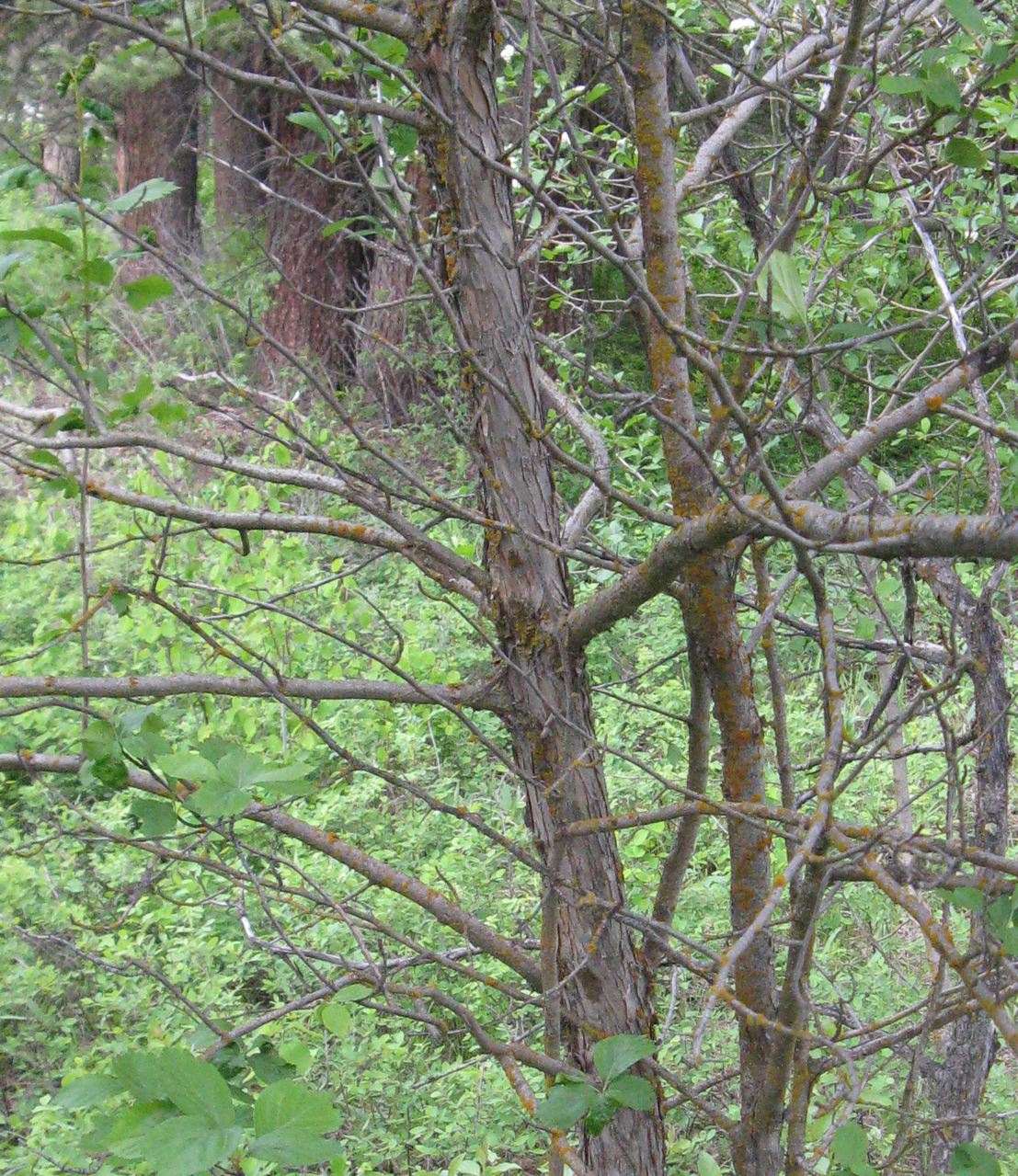
Stämme, Äste und Borke.

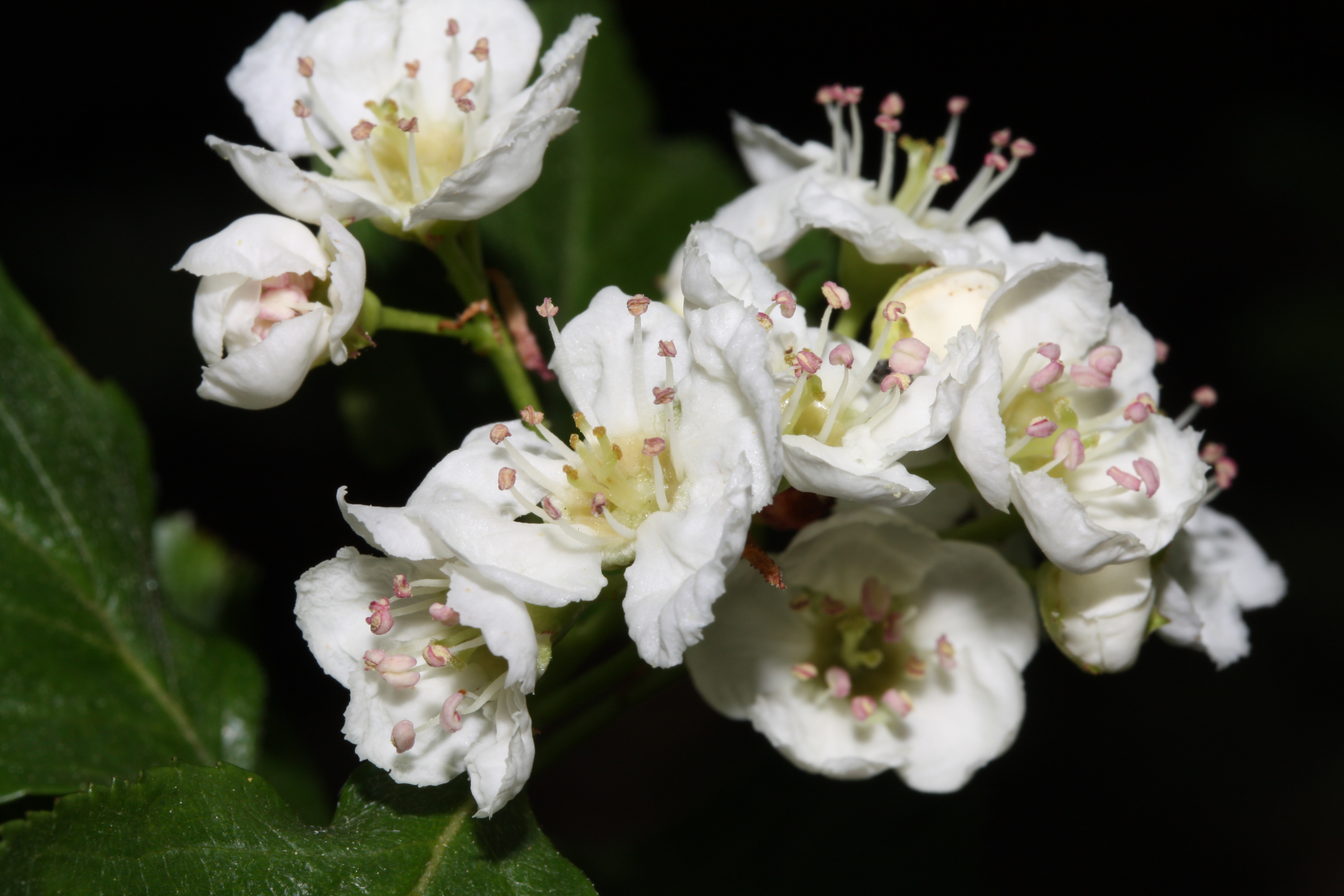
Ausschnitt eines Blütenstandes mit fünfzähligen Blüten, die zehn Staubblätter und fünf Griffel sind gut zu erkennen.

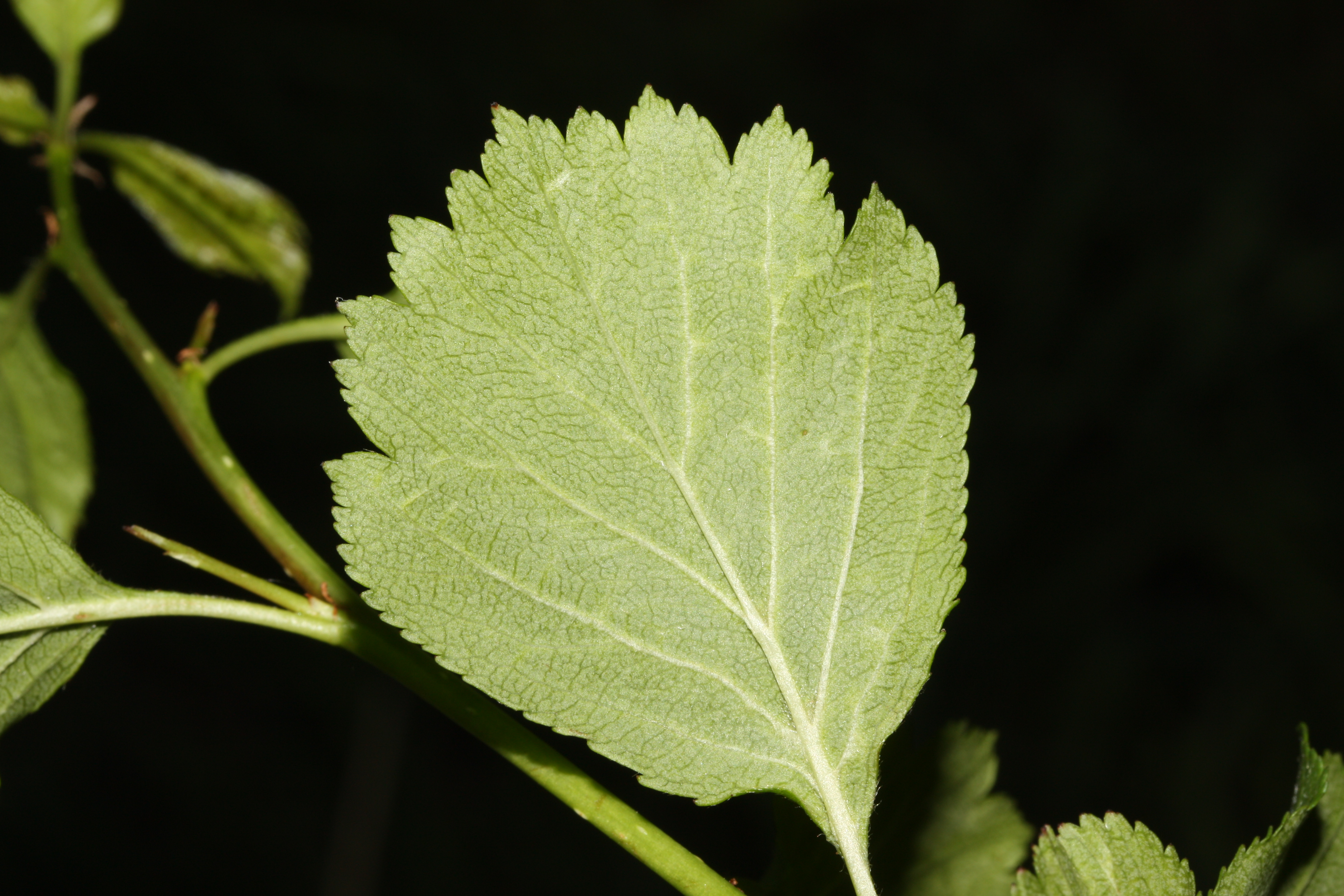
Blattunterseite, gut zu erkennen ist der gesägte Blattrand.

### Erscheinungsbild und Blatt
Der Oregon-Weißdorn wächst als kompakter, aufrechter Strauch oder kleiner Baum und erreicht Wuchshöhen von meist 1 bis 4, selten bis zu 6 Metern. Es werden Ausläufer gebildet und so werden auf vegetativen Weg Bestände gebildet. Die Stämme sind gedrungen sowie gerade und mit 1 bis 2,5 Zentimeter langen Dornen bewehrt. Die graue bis braune Borke ist glatt oder bisweilen schuppig. Die dünnen Zweige besitzen eine hellrote, kahle Rinde.
Die wechselständig an den Zweigen angeordneten Laubblätter sind 3 bis 6 Zentimeter lang gestielt. Die einfache Blattspreite ist mit 3 bis 6 Zentimeter etwa so lang wie breit, verkehrt-eiförmig und verschmälert sich zum Blattstiel hin. Der Blattrand ist schwach gelappt und gezähnt. Beide Blattflächen sind flaumig behaart bis kahl.

### Blütenstand und Blüte
Jeweils einige Blüten stehen in einem seiten- oder endständigen Blütenstand zusammen. Die zwittrigen Blüten sind fünfzählig und radiärsymmetrisch mit doppelter Blütenhülle. Die fünf Kelchblätter sind glockenförmig verwachsen. Die fünf Kelchzähne sind dreieckig, ganzrandig und zurückgebogen. Die fünf freien, weißen Kronblätter sind bei einer Länge von 5 bis 7 Millimeter kreisförmig. Die je nach Varietät zehn oder zwanzig freien Staubblätter besitzen rosafarbene Staubbeutel. Es sind drei bis meist fünf Griffel vorhanden.

### Frucht und Samen
Der Oregon-Weißdorn trägt dunkelrote bis schwärzliche, kahle Apfelfrüchte, die einen Durchmesser von etwa 1 Zentimeter aufweisen. Ein Oregon-Weißdorn-Baum trägt im Durchschnitt 550 Früchte. Die Früchte sind in Oregon in der zweiten Augusthälfte und in Washington in der zweiten Julihälfte vollreif. Es werden viele keimfähige Samen gebildet.

## Synökologie und Autökologie
Viele Moos- und Flechten-Arten besiedeln die Borke.
Viele Vogel Arten bauen ihre Nester und brüten im Oregon-Weißdorn. Kleine Säugetiere leben in den Hecken.
Der Oregon-Weißdorn gedeiht meist in Höhenlagen zwischen 670 und 1645 Meter. Dort gedeiht er in unterschiedlichen Umgebungen vom Wald bis zum Buschland.

## Verwendung
Die Früchte des Oregon-Weißdorns dienten einigen Indianerstämmen, wie den Cheyenne zur Nahrung.

## Systematik
Die Erstbeschreibung von Crataegus douglasii erfolgte 1836 durch John Lindley in Edwards's Botanical Register, 21, Tafel 1810. Ein Synonym für Crataegus douglasii Lindl. ist Crataegus punctata var. brevispina Douglas ex Hook. Das Artepitheton douglasii ehrt den schottischen Botaniker David Douglas (1799–1834).
Es gibt drei Varietäten von Crataegus douglasii, die sich in Blütenmerkmalen und Verbreitungsgebiet unterscheiden:
- Crataegus douglasii Lindl. var. douglasii: Sie hat zehn Staubblätter. Sie ist in den nördlichen Rocky Mountains beheimatet.
- Crataegus douglasii var. rivularis (Nutt.) Sarg.: Ob sie den Rang einer Art Crataegus rivularis Nutt. hat, wird diskutiert. Sie hat zehn Staubblätter. Sie ist in den nördlichen Rocky Mountains beheimatet.
- Crataegus douglasii var. suksdorfii Sarg.: Ob sie den Rang einer Art Crataegus suksdorfii (Sarg.) Kruschke hat, wird diskutiert. Sie hat zwanzig Staubblätter. Sie ist auf der Westseite des Kaskadengebirges beheimatet.